# Paola Santiago
Paola Nicole Santiago Cabrera (San Juan, 17 febbraio 2000) è una pallavolista portoricana, schiacciatrice delle Mets de Guaynabo.

## Carriera

### Club
La carriera di Paola Santiago inizia nei tornei scolastici portoricani, giocando per il Colegio Notre Dame. Dopo il diploma gioca nella lega universitaria NCAA Division I con la Illinois Chicago, dove è di scena dal 2018 al 2022.
Inizia la carriera da professionista in patria, partecipando alla Liga de Voleibol Superior Femenino 2023 con le Pinkin de Corozal: si aggiudica lo scudetto, venendo insignita dei premi come MVP della regular season e miglior esordiente, venendo inoltre inserita nello All-Star Team del torneo. Partecipa quindi alla Serie A2 italiana con il Melendugno e al termine dell'annata, torna brevemente alle Pinkin de Corozal per disputare i play-off scudetto della Liga de Voleibol Superior Femenino 2024.
Nella stagione 2024-25 gioca in Turchia, dove indossa la casacca del Merinos, in Voleybol 1. Ligi; torna poi in patria nel corso della Liga de Voleibol Superior Femenino 2025, questa volta ingaggiata dalle Mets de Guaynabo.

### Nazionale
Nel 2023 debutta nella nazionale portoricana in occasione della NORCECA Final Four, dove conquista la medaglia d'oro, andando poi a vincere l'argento ai XXIV Giochi centramericani e caraibici e alla Coppa panamericana; ottiene inoltre il riconoscimento di miglior realizzatrice al campionato nordamericano. Un anno dopo bissa l'oro alla NORCECA Final Four, venendo poi premiata come miglior ricevitrice alla NORCECA Final Six, e mette al collo l'argento alla Volleyball Challenger Cup.
Nel 2025 mette al collo la sua terza medaglia d'oro alla NORCECA Final Four, venendo inoltre premiata come miglior realizzatrice, e il bronzo alla Coppa panamericana.

## Palmarès

### Club
- Campionato portoricano: 1

2023

### Nazionale (competizioni minori)
- NORCECA Final Four 2023
- Giochi centramericani e caraibici 2023
- Coppa panamericana 2023
- NORCECA Final Four 2024
- Volleyball Challenger Cup 2024
- NORCECA Final Four 2025
- Coppa panamericana 2025

### Premi individuali
- 2023 - Liga de Voleibol Superior Femenino: MVP della Regular Season
- 2023 - Liga de Voleibol Superior Femenino: Miglior esordiente
- 2023 - Liga de Voleibol Superior Femenino: All-Star Team
- 2023 - Campionato nordamericano: Miglior realizzatrice
- 2024 - NORCECA Final Six: Miglior ricevitrice
- 2025 - NORCECA Final Four: Miglior realizzatrice